# Radeon R200
Radeon R200 — серия графических процессоров второго поколения, используемых в видеокартах Radeon и разработанных ATI Technologies. Эти графические процессоры оснащены 3D-ускорением, которое основано на DirectX 8.1 и OpenGL 1.3. Графический процессор также включает 2D-ускорение, видео-ускорение и несколько выводов на дисплей.

## История
Первый графический процессор серии R200 на основе карт от ATI был Radeon 8500, выпущенный в октябре 2001 г. В начале 2002 года ATI выпустила Radeon 8500LE (повторно выпущен позже как Radeon 9100 в Европе), идентичный чип с более низкой тактовой частотой и более медленной памятью. В то время как Radeon 8500 имел тактовую частоту ядра 275 МГц и 275 МГц оперативной памяти, 8500LE имел тактовую частоту более низкую: 250 МГц для ядра и 200 или 250 МГц для памяти. Обе видеокарты впервые были выпущены с 64 МБ DDR SDRAM конфигураций; более поздние 128 МБ Radeon 8500 получил небольшой прирост производительности от режима чередования памяти.

## Новые технологии
По сравнению с предыдущими GPU этот чип полностью поддерживает API DirectX 8.1, а также были добавлены новые технологий:
- SMARTSHADER — поддержка пиксельных и вершинных шейдеров
- TRUFORM — поверхности высшего порядка, n-патчи
- SMOOTHVISION — антиальясинг по методу суперсэмплинга (сглаживание является полностью программируемым по сравнению с предыдущими чипами)
- HyperZ II — улучшенный алгоритм Z-компрессии
- Pixel Tapestry II — 4 конвейера рендеринга, 2 блока текстурирования на каждом конвейере.